# オットー1世 (バイエルン公)
オットー1世（Otto I., 1117年 - 1183年7月11日）は、ヴィッテルスバッハ家における最初のバイエルン公（在位：1180年 - 1183年）。ヴィッテルスバッハ伯オットー4世の長男。母ハイリカはフリードリヒ3世・フォン・ペッテンドルフ＝レンゲンフェルトとフリードリヒ1世の娘ハイリカとの間の娘であり、神聖ローマ皇帝フリードリヒ1世の従姉妹にあたる。弟にマインツ大司教、ザルツブルク大司教を歴任したコンラートがいる。娘のゾフィーはテューリンゲン方伯ヘルマン1世に嫁いでいる。

## 生涯
1156年に父オットー4世が亡くなると、跡を継いでヴェルフ家のハインリヒ獅子公の統治下にあったバイエルン公領の宮中伯となった。
1155年に皇帝フリードリヒ1世がローマでの戴冠式の後、ドイツに戻る途中で行軍が待ち伏せされた際に、騎士の1人としてオットー1世はヴェローナ近郊で皇帝の敗北を阻止した。1157年のブザンソンで開かれた帝国議会において激化した皇帝と教皇の間のドミニウム・ムンディ（Dominium mundi、絶対的主人）論争では、フリードリヒ1世の個人的な介入によってようやく、オットー1世が教皇特使ロランド・バンディネッリ枢機卿を戦斧で殴ることを止めることができた。
ハインリヒ獅子公が公位を剥奪された後、1180年9月16日にテューリンゲンのアルテンブルクにおいて褒美としてバイエルン公位を与えられた（ザクセンはベルンハルト3世に与えられた）。しかし、バイエルン貴族の多くからはオットー1世はあまり評価されておらず、バイエルン貴族らは臣下の礼を取ることを拒否したと言われている。さらにバイエルン貴族らはレーゲンスブルクでのオットー1世の最初の宮廷での議会に対し出席を拒否することまでした。
同年、オットカール4世のもとでシュタイアーマルクが分離され、バイエルンは領土の南東部を失った。皇帝とその弟コンラートの支援により、オットー1世は警戒するバイエルン貴族から一族の統治を守ることができた。
1182年または1183年、オットー1世はダッハウ城、ミニステリアーレ、その他すべての付属物を、最後のダッハウ伯およびメラーン公コンラート2世の未亡人から多額の現金で購入した。
1183年、オットーは皇帝フリードリヒ1世に同行してロンバルディア同盟とのコンスタンツの和議に署名したが、その帰途シュヴァーベンのフレンドルフで急死した。跡を継いだのは、唯一生き残った息子ルートヴィヒ1世であった。オットー1世はシャイエルン修道院の地下室に埋葬されている。
オットー1世の子孫はバイエルンを拠点として神聖ローマ帝国の有力家系として発展、738年間バイエルンを統治し、1918年にバイエルン国王ルートヴィヒ3世がドイツ革命で退位するまでバイエルンの君主の家系として続いた。

## 子女
ローン伯ローデウェイク1世の娘アグネス・フォン・ローン（Agnes v. Loon, 1150年頃 - 1191年）と結婚し、2人の間に2男7女がいる。
- オットー（1169年頃 - 1181年）[6]
- ゾフィー（1170年頃 - 1238年）[6] - テューリンゲン方伯ヘルマン1世（1155年頃 - 1217年）と結婚
- ハイリカ（1171年頃 - 1200年頃）[6] - ディートリヒ・フォン・ヴァッサーブルク（1142年頃 - 1210年頃）と結婚
- アグネス（1172年頃 - 1200年頃） - プライン伯ハインリヒ（1190年頃没）と結婚
- リヒャルディス（1173年頃 - 1231年）[6] - ゲルデルン伯オットー1世（1207年没）と結婚
- ルートヴィヒ1世（1174年 - 1231年）[6] - バイエルン公
- ハイリカ（1176年頃生）[6] - ディリンゲン伯アダルベルト3世（1214年没）と結婚
- エリーザベト（1178年頃 - 1190年頃）[6] - フォーブルク伯ベルトルト2世（1209年没）と結婚
- メヒティルト（1180年頃 - 1231年）[6] - バイエルン宮中伯ラポト2世・フォン・オルテンブルク（シュポンハイム家）と結婚